# Concentratie (bedrijfsleven)
Met concentratie in het bedrijfsleven wordt bedoeld het proces waarbij minder ondernemingen een markt bedienen. Anders gezegd, het proces waarbij de gemiddelde onderneming steeds groter wordt. Concentratie is een voortdurend proces in verschillende sectoren van de economie.
Een kwantitatieve aanduiding van de mate van concentratie in een economische sector is de Herfindahl-Hirschman-index.

## Soorten groei
In een onderneming kan sprake zijn van groei van het eigen bedrijf (autonome groei), die kan leiden tot concentratie als de grotere ondernemingen sneller groeien dan kleinere, en zo een steeds groter marktaandeel opeisen.
Het verschijnsel kan zich ook uiten in de vorm van een fusie of een overname (acquisitie). De ene onderneming koopt dan een andere, vaak kleinere, op. Een laatste mogelijkheid is een joint venture. Hier wordt een nieuwe onderneming opgericht waaraan de deelnemende ondernemingen elk een bijdrage leveren. In alle gevallen is een even grote markt in handen van minder spelers.
In de meeste landen zijn fusies, overnames en joint ventures onderworpen aan wettelijke beperkingen om de vrije mededinging te beschermen. Deze tak van het recht staat bekend als controle op concentraties.

## Specialisatie
Lange tijd waren bedrijven gewoon zich veel in de breedte uit te breiden. De laatste jaren zijn veel bedrijven echter teruggekomen op hun beleid ten aanzien van parallellisatie. Door zware concurrentie en stijgende kosten zien bedrijven zich genoodzaakt zich op één bepaald product te concentreren: specialisatie, het tegenovergestelde van parallellisatie. Bedrijven proberen dan bij dit ene product de allergrootste aanbieder te worden, zodat er concentratie optreedt op de markt van dat product.